# Stephen Cook

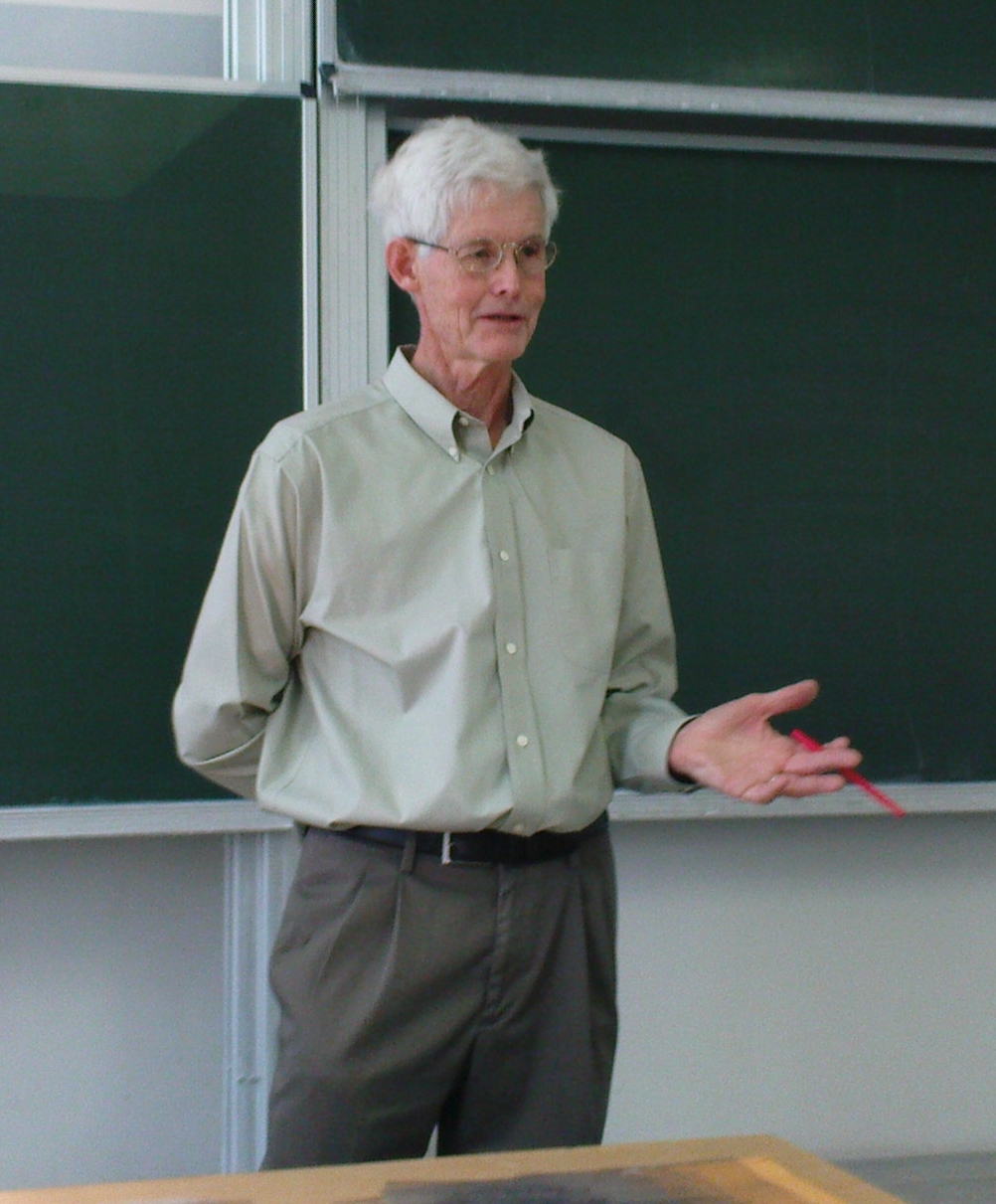
Profesor Stephen Cook

Stephen Arthur Cook (ur. 14 grudnia 1939 w Buffalo, Nowy Jork) – amerykański informatyk, za wkład w rozwój teorii złożoności obliczeniowej otrzymał nagrodę Turinga w 1982 roku.

## Życiorys
Ojciec Cooka pracował jako chemik w filii Union Carbide, a także był adiunktem w SUNY Buffalo. Jego matka pracowała jako gospodyni domowa, a także jako nauczycielka języka angielskiego w Erie Community College. W wieku 10 lat przeprowadził się wraz z rodziną do Clarence w stanie Nowy Jork. Jako nastolatek zainteresował się elektroniką i pracował dla Wilsona Greatbatcha.
Cook rozpoczął studia na Uniwersytecie Michigan w 1957 roku na kierunku inżynieria nauk ścisłych. Zmienił kierunek na matematykę i uzyskał tytuł licencjata w 1961 roku. Następnie rozpoczął studia podyplomowe na Wydziale Matematyki Uniwersytetu Harvarda. Cook uzyskał raz tytuł magistra (1962) i doktorat (1966) w dziedzinie informatyki na Uniwersytecie Harvarda. 
Jego praca magisterska zatytułowana O minimalnym czasie obliczania funkcji dotyczy wewnętrznej złożoności obliczeniowej mnożenia. Jednym z wkładów było ulepszenie algorytmu mnożenia Andrei Tooma, znanego obecnie jako Toom–Cook multiplication. Algorytm ten jest nadal przedmiotem badań i ma praktyczne znaczenie w arytmetyce o wysokiej precyzji.
Po opuszczeniu Harvardu podjął pracę na wydziale Uniwersytetu Kalifornijskiego w Berkeley.
W 1970 Cook przeniósł się na Uniwersytet w Toronto, gdzie w 1985 został profesorem nadzwyczajnym. W 1971 roku Cook opublikował „The Complexity of Theorem Proving Procedures”, przełomowy artykuł, który położył podwaliny pod teorię problemów NP-zupełnych – problemów, dla których nie jest znany skuteczny algorytm rozwiązania. Cook wykazał, że niektóre problemy w NP, znane obecnie jako problemy NP-zupełne, są tak samo trudne do rozwiązania jak inne w NP, w tym sensie, że jeśli którykolwiek z tych problemów jest łatwy do rozwiązania, to wszystkie problemy w NP są łatwe do rozwiązania.
Cook opracował metodę redukcji ograniczonej zasobami. Technika ta jest podstawowym narzędziem w teorii złożoności obliczeniowej i stanowi podstawę w bezpieczeństwie kryptograficznym opartym na złożoności.
Cook miał również duży wpływ w dziedzinach, jak teoria automatów, obliczenia równoległe, semantyka i weryfikacja języka programu, algebra obliczeniowa oraz obliczalność.
Cook jest członkiem Royal Society of London, Royal Society of Canada, U.S. National Academy of Sciences oraz American Academy of Arts and Sciences. Był stypendystą NSERC Steacie w latach 1978-79, otrzymał stypendium Killam Research Fellowship w latach 1982-83 i wiele nagród.
Obecnie mieszka w Toronto z żoną Lindą i ma dwóch synów. Jest żeglarzem i wieloletnim członkiem Royal Canadian Yacht Club.